# Marathon van Hongkong 2016
De marathon van Hongkong 2016 (ook wel Standard Chartered Hong Kong) werd gelopen op zondag 17 januari 2016. Het evenement heeft de status IAAF Gold Label Road Race.
Bij de mannen zegevierde de Keniaan Michael Mutai in 2:12.12. Hij versloeg zijn landgenoot Lawrence Cherono met slechts twee seconden. Bij de vrouwen ging de overwinning naar de Ethiopische Letebrhan Haylay. Zij finishte in 2:36.51, eveneens met slechts twee seconden voorsprong op haar landgenote Ayelu Lemma.

## Uitslagen

### Mannen
| rang   | naam              | land | tijd    |
| ------ | ----------------- | ---- | ------- |
| Goud   | Michael Mutai     | KEN  | 2:12.12 |
| Zilver | Lawrence Cherono  | KEN  | 2:12.14 |
| Brons  | Feyera Gemechu    | ETH  | 2:12.20 |
| 4      | Dickson Kipsang   | KEN  | 2:12.29 |
| 5      | Fikre Assefa      | ETH  | 2:12.47 |
| 6      | Megeresa Bacha    | ETH  | 2:13.02 |
| 7      | Julius Kiplimo    | KEN  | 2:13.20 |
| 8      | Melaku Bizuneh    | ETH  | 2:17.27 |
| 9      | Mulatu Tesfaye    | ETH  | 2:17.39 |
| 10     | Samuel Mwaniki    | KEN  | 2:19.27 |
| 12     | Stephen Nkubiti   | KEN  | 2:24.47 |
| 14     | Chi-Kin Tsui      | HKG  | 2:31.32 |
| 15     | Stefano Pasarello | ITA  | 2:36.03 |
| 16     | Darren Benson     | AUS  | 2:36.49 |
| 17     | Man-Wa Tang       | HKG  | 2:37.33 |
| 18     | Jian-Yong Fang    | SGP  | 2:38.31 |
| 19     | Ho-Ki Lai         | HKG  | 2:39.49 |
| 20     | Wei Li            | CHN  | 2:40.28 |
| 21     | Yu-Cheong Wun     | HKG  | 2:40.54 |
| 22     | Wang-Chun Li      | HKG  | 2:41.10 |
| 23     | Roberto Veneziano | HKG  | 2:44.32 |
| 24     | Kwong-Man Lau     | HKG  | 2:45.09 |

### Vrouwen
| rang   | naam               | land | tijd    |
| ------ | ------------------ | ---- | ------- |
| Goud   | Letebrhan Haylay   | ETH  | 2:36.51 |
| Zilver | Ayelu Lemma        | ETH  | 2:36.53 |
| Brons  | Bizuyehu Gebireyes | ETH  | 2:37.28 |
| 4      | Korene Jelila      | ETH  | 2:38.01 |
| 5      | Lishan Dula        | BRN  | 2:38.19 |
| 6      | Kit-Ching Yiu      | HKG  | 2:38.38 |
| 7      | Aster Tilahun      | BRN  | 2:39.09 |
| 8      | Askale Tena        | ETH  | 2:40.04 |
| 9      | Naomi Chepkosgei   | KEN  | 2:40.44 |
| 10     | Meseret Godana     | ETH  | 2:41.26 |
| 11     | Worknesh Shasha    | ETH  | 2:55.26 |
| 12     | Yukari Nomura      | JPN  | 3:00.26 |
| 13     | Rachel See         | SGP  | 3:00.39 |
| 16     | Michelle Lowry     | USA  | 3:06.03 |
| 18     | Wing-Yan Leung     | HKG  | 3:07.45 |
| 20     | Kit-Yee Chan       | HKG  | 3:08.40 |
| 21     | Chi-Ling Mok       | HKG  | 3:11.03 |
| 22     | Pui-Shan Chan      | HKG  | 3:13.27 |
| 23     | April Nelson       | USA  | 3:14.28 |
| 24     | Satomi Oka         | JPN  | 3:16.09 |

1997 ·
1998 ·
1999 ·
2000 ·
2001 ·
2002 ·
2003 ·
2004 ·
2005 ·
2006 ·
2007 ·
2008 ·
2009 ·
2010 ·
2011 ·
2012 ·
2013 · 
2014 ·
2015 ·
2016 ·
2017 ·
2018 ·
2019 ·
2020 · 
2021 ·
2022 ·
2023 ·
2024